# 三宅惇子
三宅 惇子（みやけ じゅんこ、3月23日 - ）は、ウイング所属の気象予報士、防災士。

## 略歴
奈良県大和郡山市出身。樟蔭中学校・高等学校を経て、2005年に関西大学総合情報学部卒業。
一時はダンスや音楽、舞台・ステージ関係の仕事に就くが、その後日本気象協会関西支部に所属。2010年に気象予報士資格を取得。関西地方のラジオの気象キャスターを務める。
2011年秋、ウイングに移籍。同年11月より2012年4月までNEXCO東日本東北支社の『ドライビングウェザー』のキャスターを担当。
2012年5月より、NHK仙台放送局の気象情報を担当した。
2015年3月30日より、NHK大阪『おはよう関西』と『ぐるっと関西おひるまえ』の気象キャスター担当。
2016年4月4日より2017年8月25日まで、東京のNHKで『ニュースチェック11』の気象キャスターを担当。

## 人物
身長170.9cm。血液型O型。座右の銘は「雲中白鶴」。
趣味は旅行、和菓子屋さん巡り、体を動かすこと。和菓子に関しては、2013年に和菓子コーディネーターの資格を取得した。
中高時代はダンスクラブに所属。全日本高校・大学ダンスフェスティバルで入賞。大学時代は作詞・作曲を習いに音楽の専門学校にも2年通うなどしていた。
大学時代に讀賣テレビ放送の『あさパラ!』に第15期モニター隊として出演経験がある。
本人が、Twitterで11月23日に出産したことを報告した。

## 担当番組

### 現在
- やさしいニュース（テレビ大阪）（2020年 7月〜）

### 過去
- ドライビングウェザー キャスター（NEXCO東日本 2011年11月 - 2012年4月）
- おはよう宮城 気象情報（NHK仙台 2012年5月 - 2015年3月 ）
- ひるはぴ くらしの気象（NHK仙台 2012年5月 - 2015年3月 ）
くらしの気象の他に、月に1度天気に関する事柄を紹介するメインコーナーを担当していた。
- おはよう関西　気象キャスター（2015年3月30日 - 2016年4月1日）
- ぐるっと関西おひるまえ（2015年4月1日 - 2016年4月1日）
- ニュースチェック11 気象キャスター（2016年4月4日 - 2017年8月25日）